# Tinamus osgoodi
El tinamú negro (Tinamus osgoodi) es una especie de ave tinamiformes de la familia Tinamidae.

## Hábitat
Esta especie de aves se encuentra desde llanuras hasta montañas, dentro del bosque húmedo premontano y montano, incluyendo bosque de niebla, principalmente en bosques primarios.

## Descripción
Esta especie es de tamaño grande, dentro del género de los tinamúes, alcanzando entre 40 y 46 cm de altura. Presenta color negruzco en todo su cuerpo, excepto en el vientre que es más claro, como hollín, y debajo de la cola, donde és de color rufo.

## Subespecies
Son 2 las subespecies reconocidas:
- T. osgoodi osgoodi Conover, 1949.  Vertiente oriental de los Andes en Cuzco, Puno, Madre de Dios, Huánuco y el parque nacional Yanachaga-Chemillén (Pasco), en Perú, entre 400 y 1650 m de altitud.,[1]  Se han reportado observaciones en el parque nacional Madidi, en Bolivia.[1]
- T. osgoodi herskovitzi Blake, 1953 Cordillera oriental de los Andes, desde Huila y Caquetá, en  Colombia, hasta Napo, Ecuador, entre 1.400 y 2.100 m s. n. m.[1] Se han reportado observaciones en Antioquia, en la cordillera central de Colombia.[3]